# 李革権
李 革権（リ・ヒョククォン、朝鮮語: 리혁권）は、朝鮮民主主義人民共和国の政治家。国家建設監督相、朝鮮労働党中央委員会委員。

## 経歴
朝鮮労働党第8回党大会以前の経歴は不明である。2021年1月5日から開催された朝鮮労働党第8次大会で朝鮮労働党中央委員会委員候補に選出され、1月17日に開催された最高人民会議第14期第4回会議で国家建設監督相に任命された。同年12月27日から開催された朝鮮労働党中央委員会第8期第4回総会で党中央委員に補欠選挙された。
2022年2月10日から開催された第2回建設部門活動家大講習参加者のための実務講習に参加した。